# San Martino (Ferrara)
San Martino is een plaats (frazione) in de Italiaanse gemeente Ferrara.

## Geboren
- Antoine Abate (1938), wielrenner